# سيروف
سرفو (بالروسية: Серов) هي إحدى مدن روسيا في الكيان الفدرالي الروسي سفيردلوفسك أوبلاست.

## أعلام
- كوستيا تسزيو
- بافل ترينيخين